# Jan Barták
Jan Barták (17. prosince 1861 Ondřejov – 30. května 1941 Kaliště) byl rakouský a český politik, na přelomu 19. a 20. století poslanec Českého zemského sněmu.

## Biografie
Profesně působil jako rolník v obci Kaliště u Prahy. Vystudoval šest tříd gymnázia v Praze, pak se věnoval zemědělskému hospodaření. Přispíval do časopisů. Roku 1894 byl zvolen starostou domovské obce a roku 1895 za člena okresního zastupitelstva v Říčanech. Působil jako vlastivědný pracovník v Kalištích, vydával publikace o jílovském okresu a o myslivosti.
V polovině 90. let 19. století se zapojil i do zemské politiky. Ve volbách v roce 1895 byl zvolen v kurii venkovských obcí (volební obvod Jílové, Říčany) do Českého zemského sněmu. Politicky patřil k mladočeské straně. Mandát obhájil ve volbách v roce 1901, nyní za kurii venkovských obcí (obvod Vrchlabí, Rokytnice, Jilemnice).